# Johann Friedrich Polack

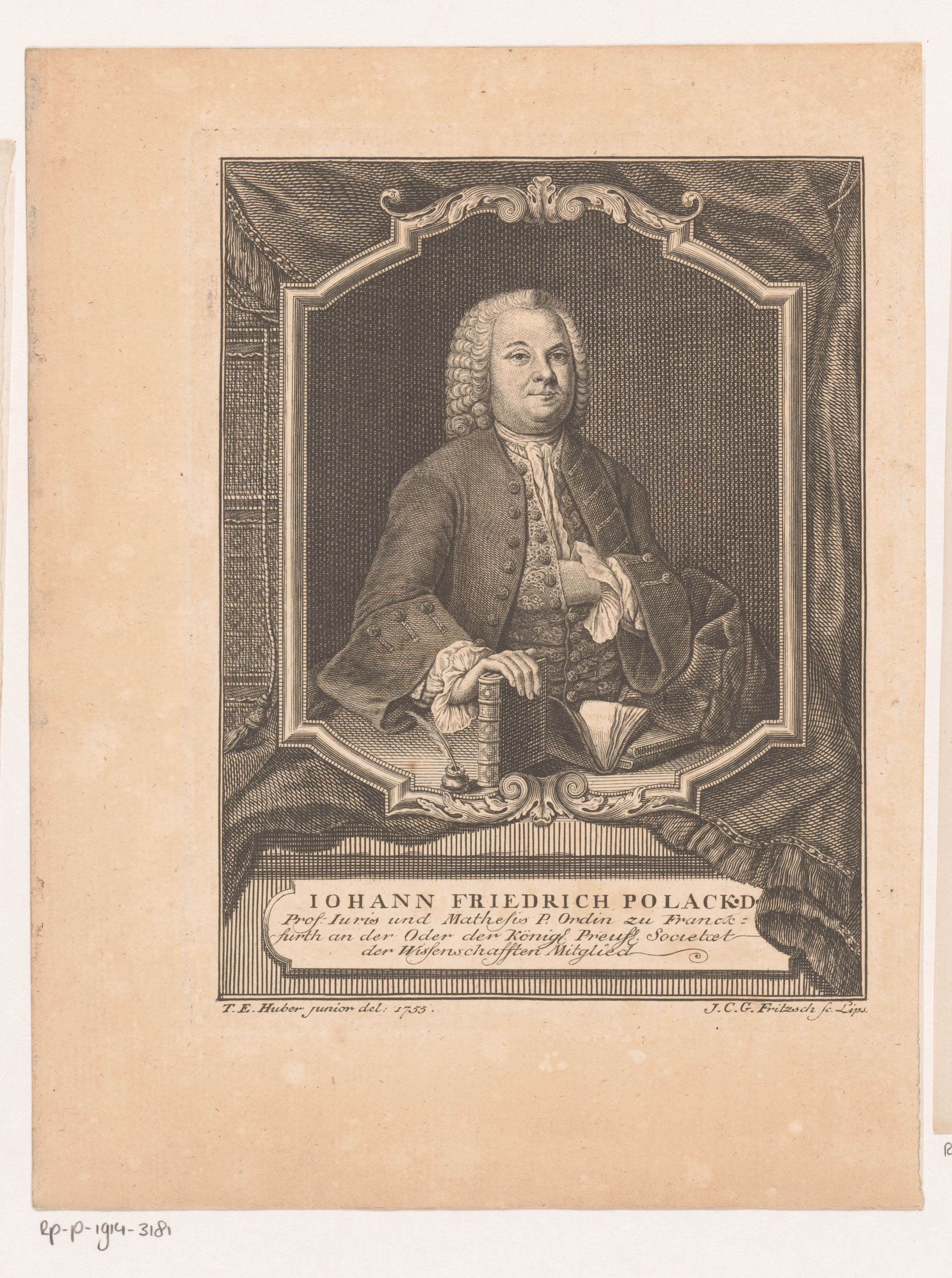
Johann Friedrich Polack

Johann Friedrich Polack (* 25. November 1700 in Bernstadt a. d. Eigen; † 22. April 1772 in Frankfurt (Oder)) war ein deutscher Rechtswissenschaftler, Mathematiker und Kameralwissenschaftler.

## Leben
Polack studierte an der Brandenburgischen Universität Frankfurt (Alma Mater Viadrina) zunächst Jura und dann Mathematik. Von 1730 bis 1733 war er dort außerordentlicher Professor der Jurisprudenz und anschließend bis 1752 ordentlicher Professor der Mathematik. Von 1752 bis 1758 war er ordentlicher Professor der Rechte. 1758 erhielt er den Lehrstuhl für Ökonomie, Polizei- und Kameralwissenschaften an der Viadrina, die im frühen 18. Jahrhundert ein Zentrum der preußischen Polizei- und Verwaltungswissenschaften war.
1734 erschien erstmals seine bekannten Schrift Mathesis forensis („Forensische Mathematik“), die in den nachfolgenden Jahrzehnten in wesentlich erweiterten Fassungen und mit leicht geänderten Titeln erschien. Seine Abhandlung gehört zu den frühen Werken, in denen mathematische Aspekte von Erbstreitigkeiten, Havarien, Konkursen, Vermessungsfragen, Güterteilungen, Zinsrechnungen sowie Einzelheiten zur preußischen Baurechtspraxis, zur Mühlenordnung und anderen Verwaltungsfragen behandelt werden.
Polack war auswärtiges Mitglied der Preußischen Akademie der Wissenschaften.

## Schriften
- Johann Friedrich Polack, Georg Bernhard Bilfinger: Mathesis forensis - Oder ausführliche Abhandlung derjenigen, in Anwendung der Rechte fürkommenden Fälle bey deren Beurtheilung und Entscheidung man der Mathematik unentbehrlich nötig hat. Mit dazu gehörigen Kupfern versehen. Nebst einem Anhange … G. B. Bilfingers von Berechnung des Interusurii. 2.  Auflage. Lanckisch, Leipzig 1740 (Digitalisat).